# Endre Kolár
Endre Kolár (Budapest, 27 de febrero de 1950 - ibídem, 15 de abril de 2014) fue un futbolista húngaro que jugaba en la demarcación de centrocampista.

## Biografía
En 1972, y tras jugar en el equipo filial, debutó con el Újpest FC, donde jugó durante diez temporadas. Durante su etapa en el club jugó 212 partidos y marcó cinco goles. Además ganó la Nemzeti Bajnokság I en seis ocasiones y dos veces la Copa de Hungría. En 1982 fichó por el FC Haka Valkeakoski de Finlandia, ganando la Copa de Finlandia tres años después. Posteriormente jugó también en el FinnPa Helsinki y en el Hangö IK, equipo en el que se retiró como futbolista en 1990.
Falleció el 15 de abril de 2014 a los 64 años de edad.

## Selección nacional
Desde 1973 hasta 1975 jugó con la selección de fútbol de Hungría, llegando a vestir un total de cinco ocasiones la camiseta de la selección. 

## Clubes
| Club                | País      | Año         | Partidos | Goles |
| ------------------- | --------- | ----------- | -------- | ----- |
| Újpest FC           | Hungría   | 1972 - 1982 | 212      | 5     |
| FC Haka Valkeakoski | Finlandia | 1982 - 1987 | 100      | 9     |
| FinnPa Helsinki     | Finlandia | 1987 - 1989 | 18       | 0     |
| Hangö IK            | Finlandia | 1989 - 1990 | 19       | 0     |

## Palmarés

### Campeonatos nacionales
| Título              | Club                | País      | Año  |
| ------------------- | ------------------- | --------- | ---- |
| Nemzeti Bajnokság I | Újpest FC           | Hungría   | 1972 |
| Nemzeti Bajnokság I | Újpest FC           | Hungría   | 1973 |
| Nemzeti Bajnokság I | Újpest FC           | Hungría   | 1974 |
| Nemzeti Bajnokság I | Újpest FC           | Hungría   | 1975 |
| Nemzeti Bajnokság I | Újpest FC           | Hungría   | 1978 |
| Nemzeti Bajnokság I | Újpest FC           | Hungría   | 1979 |
| Copa de Hungría     | Újpest FC           | Hungría   | 1975 |
| Copa de Hungría     | Újpest FC           | Hungría   | 1982 |
| Copa de Finlandia   | FC Haka Valkeakoski | Finlandia | 1985 |